# Kelppiänsaari
Kelppiänsaari är en ö i Finland. Den ligger i sjön Pälkänevesi och i kommunen Pälkäne i den ekonomiska regionen Tammerfors och landskapet Birkaland, i den södra delen av landet, 140 km norr om huvudstaden Helsingfors. Öns area är 3,3 hektar och dess största längd är 300 meter i sydväst-nordöstlig riktning.